# Buretsu
Buretsu (Buretsu Tennō (武烈天皇), che regnò con il nome Ohatsuse no Wakasazaki no Mikoto (小泊瀬稚鷦鷯尊); 489 – Sakurai, 7 gennaio 507) è stato il 25º imperatore del Giappone secondo la lista tradizionale di successione.
Nessuna data certa può essere assegnata al suo regno, ma si ritiene che abbia governato negli anni a cavallo tra il V ed il VI secolo.
Gli eventi e le date che lo riguardano sono riportate negli Annali del Giappone (Nihongi o Nihonshoki?, 日本紀) e nelle Cronache degli antichi eventi (Kojiki?, 古事記), testi che furono compilati all'inizio dell'VIII secolo.
Secondo alcuni storiografi, può essere considerato l'ultimo imperatore della prima dinastia che ha regnato in Giappone. Morì senza avere avuto figli, ed il suo successore, Keitai, pur avendo tra i suoi antenati l'imperatore Ōjin, era diventato sovrano di un altro regno e fu considerato il capostipite della nuova dinastia.

## Biografia
Era l'unico figlio maschio dell'imperatore Ninken e di Kasuga no Ōiratsume no Kōgō (春日大郎皇后?). Il suo nome era Ohatsuse no Wakasazaki no Mikoto (小泊瀬稚鷦鷯尊?). Fu nominato erede al trono nel settimo anno del regno del padre. Si distinse per innumerevoli gesti di efferata crudeltà e, prima di salire al trono, era solito presiedere i processi in tribunale, comminando punizioni di inaudita ferocia, che spesso eseguiva personalmente.
Nel Nihonshoki, Buratsu viene paragonato al feroce imperatore cinese Di Xin della dinastia Shang, ma il Kojiki non riporta questa indicazione. Ci sono diverse teorie su questa differenza, alcuni sostengono che attribuirgli gesti folli sia stato fatto per lodare il suo successore, l'imperatore Keitai, e giustificare le circostanze con cui quest'ultimo si impossessò del trono. Nei libri di storia scolastici pubblicati prima e durante la seconda guerra mondiale, parte delle informazioni su Buretsu venne intenzionalmente omessa.
Nel 498, alla morte del padre, l'imperatore Ninken, il "grande ministro" (Omi?) Heguri no Matori no Omi cercò di impossessarsi del trono, e fu grazie alle milizie del dignitario di corte Otomo no Kanamura no Muraji che l'usurpazione fu sventata. Heguri venne bruciato vivo nella sua casa e Buretsu poté salire al trono nel dodicesimo mese dell'undicesimo anno del regno del padre.
Non regnò con l'attuale titolo imperiale di "sovrano celeste" (tennō?, 天皇), che secondo buona parte della storiografia fu introdotto per il regno dell'imperatore Tenmu. Il suo titolo fu "grande re che governa tutto quanto sta sotto il cielo" (Sumeramikoto o Amenoshita Shiroshimesu Ōkimi?, 治天下大王), oppure anche "grande re di Yamato" (ヤマト大王/大君).
I clan dell'antica provincia di Yamato, che corrisponde all'attuale prefettura di Nara, costituirono il regno che, nel periodo Kofun (250-538), si espanse conquistando buona parte dei territori delle isole di Honshū, Kyūshū e Shikoku. A seguito di tali conquiste, ai sovrani di Yamato fu riconosciuto il titolo di "grande re" (Ōkimi?, 大王) di Yamato. Fu solo a partire dal VII secolo che il "grande regno" venne chiamato impero, ed il titolo di imperatore fu esteso a tutti i sovrani precedenti della dinastia.
Quando salì al trono, Buretsu spostò la corte nel nuovo palazzo Hatsuse no Namiki a Sakurai, a pochi chilometri dal precedente palazzo imperiale, che si trovava a Tenri, secondo la tradizione che vedeva di cattivo auspicio per un imperatore giapponese risiedere nello stesso palazzo del defunto predecessore.
Nel 499, qualche mese dopo essersi insediato sul trono di Yamato, Buretsu sposò Kasuga no Iratsume, che divenne imperatrice consorte ma non riuscì a dargli alcun erede.
Secondo il Nihongi, gli unici eventi da ricordare durante il suo regno sono legati ai suoi episodi di follia e di malgoverno. A corte promosse frequenti ubriacature collettive ed amò circondarsi di ogni lusso, ma il suo popolo patì il freddo e la fame.
Buretsu morì nel suo palazzo imperiale, l'ottavo giorno del dodicesimo mese dell'ottavo anno del suo regno,, nel 507. Viene tuttora venerato nel mausoleo Kataoka no Iwatsuki no oka no kita no misasagi a lui dedicato, che si trova a Nara.